# حزب کمونیست سوریه
حزب کمونیست سوریه (عربی: الحزب الشیوعی السوری) در سال ۱۹۴۴ تأسیس گردید. مانند دیگر احزاب کمونیست جهان، حزب کمونیست سوریه در دهه ۱۹۸۰ با ظهور اپورتونیسم گورباچفی دچار انشعاب شد. در سال ۱۹۸۶ جناح هوادار پروسترویکا، به‌رهبری یوسف فیصل، از حزب کمونیست سوریه انشعاب نمود، لنینیسم را در تئوری و در عمل کنار نهاد، و حزب دیگری تحت عنوان «حزب کمونیست سوریه» در مقابل حزب مارکسیست-لنینیست‌های سوریه تأسیس نمود. از سال ۱۹۸۶ تا مارس ۲۰۱۱ در سوریه دو حزب تحت نام «حزب کمونیست سوریه (متحد)» و «حزب کمونیست سوریه (بکداش)» فعالیت می‌کردند. حزب منشعب از مارکسیست-لنینیست‌ها (حزب کمونیست سوریه (متحد)) از سال ۲۰۰۰ نشریه «النور» را منتشر می‌کند.